# ウバメガシ
ウバメガシ（姥目樫、学名：Quercus phillyraeoides）は、ブナ科コナラ属に分類される常緑広葉樹の1種。

## 形態
常緑広葉樹の低木から高木で、高いものだと20メートル (m) 近くまで成長するが、通常は5 - 6 m程度の低木が多い。樹形は、ごつごつしていて、樹皮は黒褐色で独特の縦方向のひび割れが入り、短冊状に剥がれる。一年枝には黄褐色の柔らかい毛が密生し、後にもやや残る。海岸にある群落は、枝が密に出ていて灌木状に密に絡む。
葉は互生するが枝先には輪生状につき、長さ3 - 6センチメートル (cm) の倒卵形で、やや表側に盛り上がっており、葉縁には波状の鋸歯がある。葉身は革質でやや厚くて硬く、表面は濃緑色でやや光沢があり、裏面は淡緑色をしている。
花期は4 - 5月。雌雄同株で、黄色い雄花は枝の下部から穂状に垂れ下がり、黄緑色の雌花は楕円形で、上部の葉の付け根に1 - 2個つく。堅果（いわゆるどんぐり）は長さ2 cm前後で楕円形、翌年の10月になると褐色に熟し、生食できる。
冬芽は狭卵形で、赤味を帯びた多数の芽鱗に覆われており、枝の先に数個ついて、葉の付け根には側芽がつく。
常緑性の樹種であるが、性質や形態、生態的地位も、落葉性のカシワによく似ていることが指摘されている。特に、海岸に近いところや岩場や礫地の斜面など、生えてくる土地の選択性においては、共通するところがある。生長は非常に遅く、材は年輪を詰んだ緻密で極めて硬いものができる。比重が大きく、水に入れると沈む。

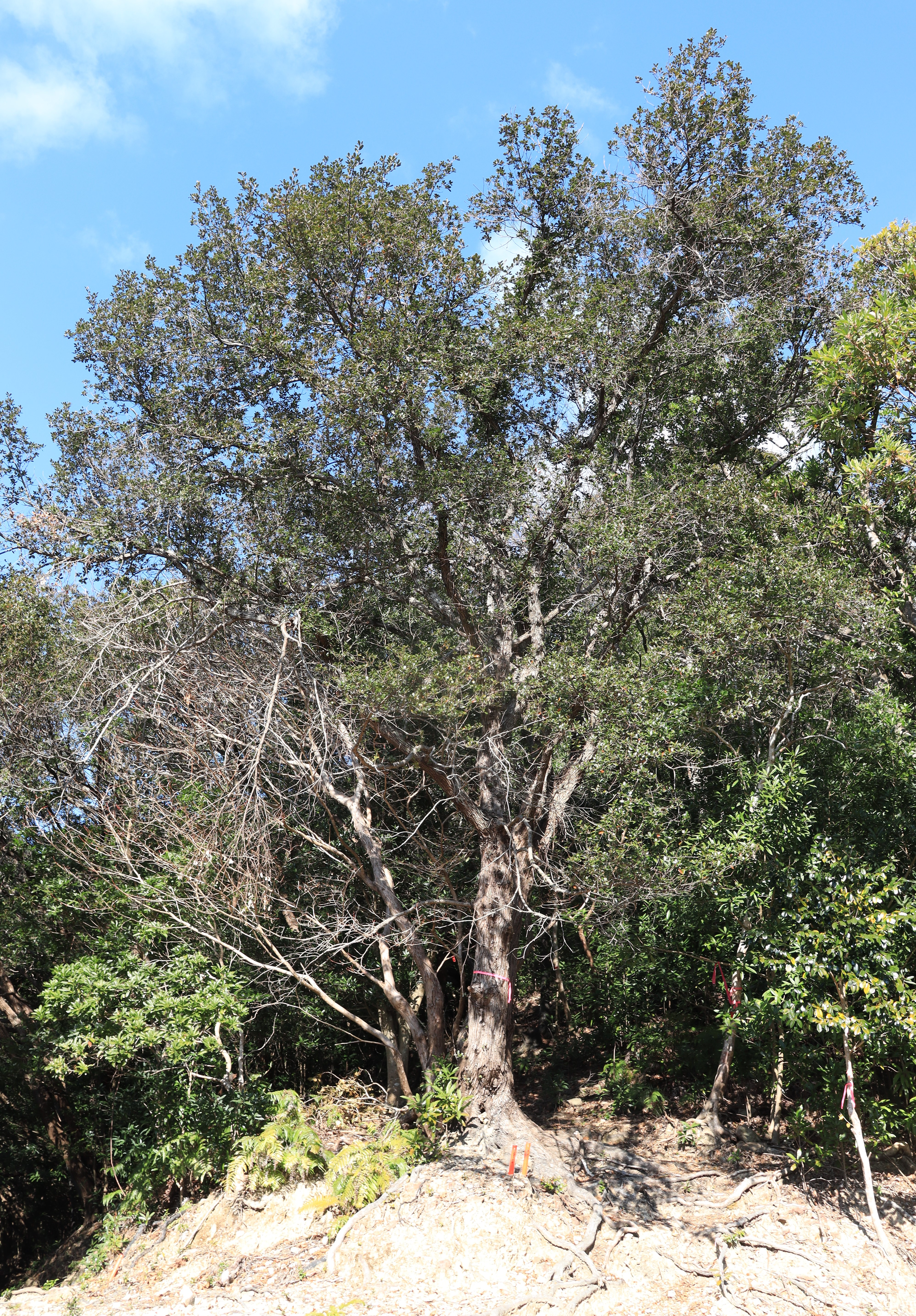
樹形は風衝地ということを加味しても暴れやすい
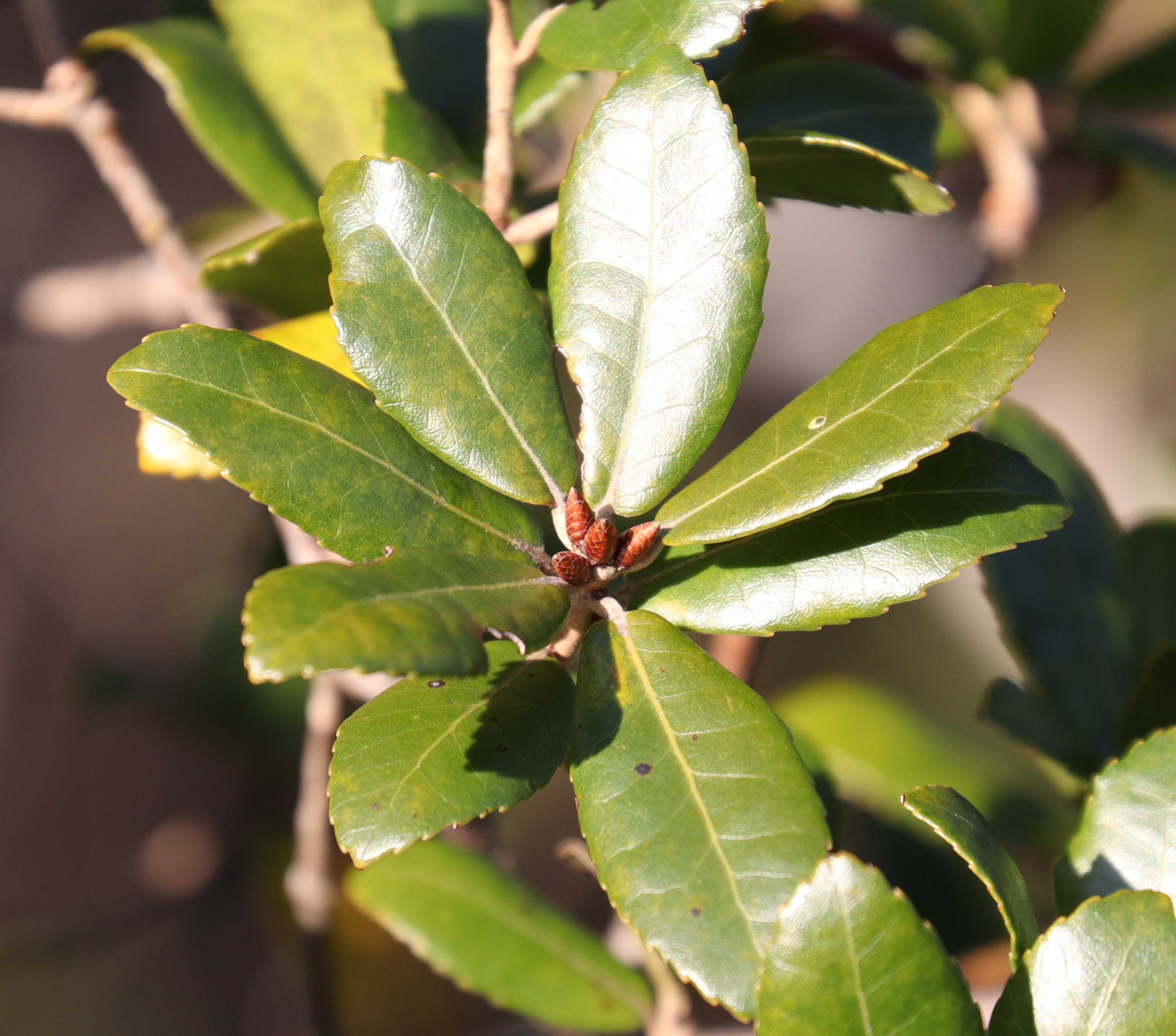
枝先端の葉は輪生する。冬芽は赤褐色。鋸歯が見える
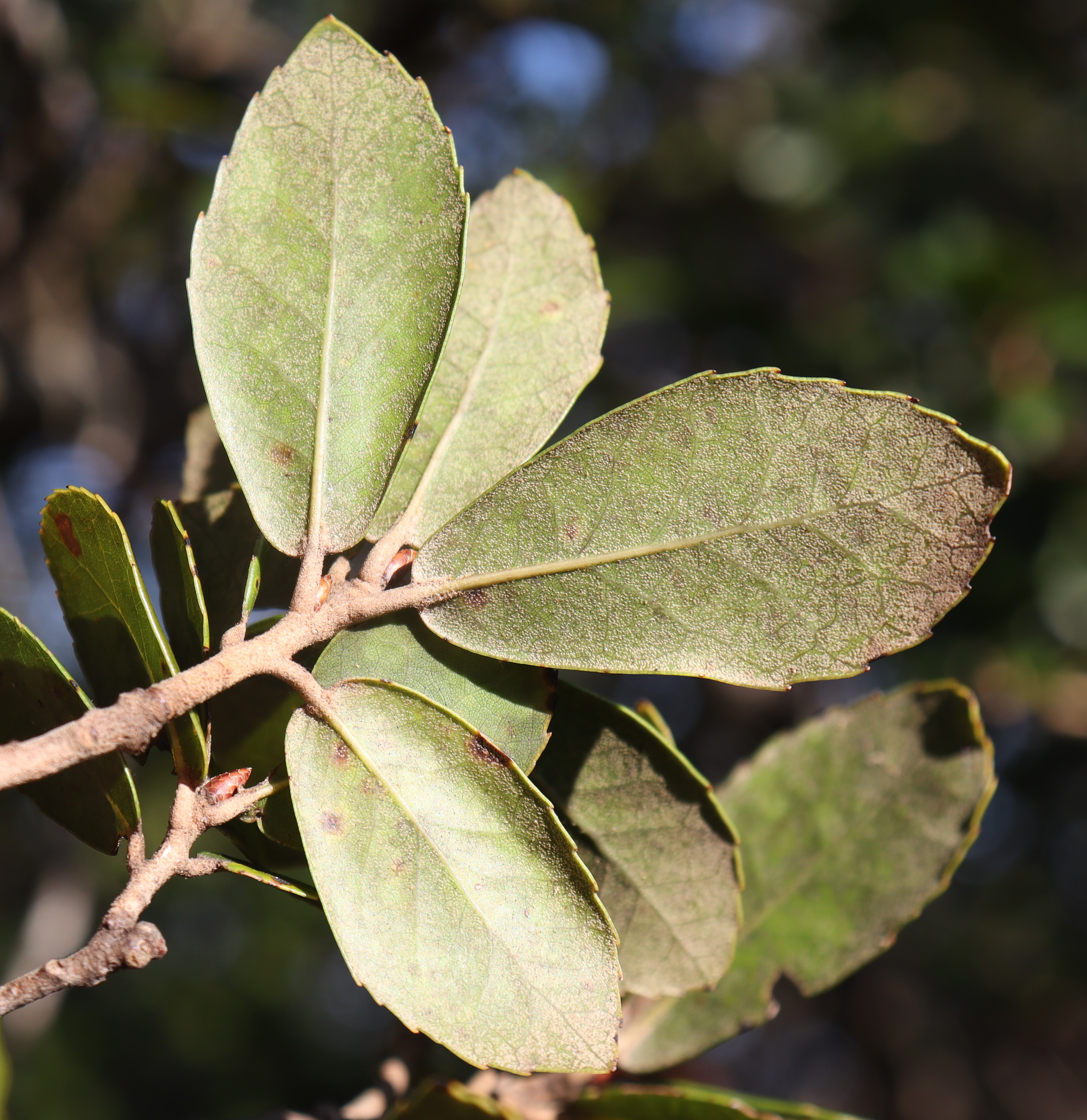
葉の裏面
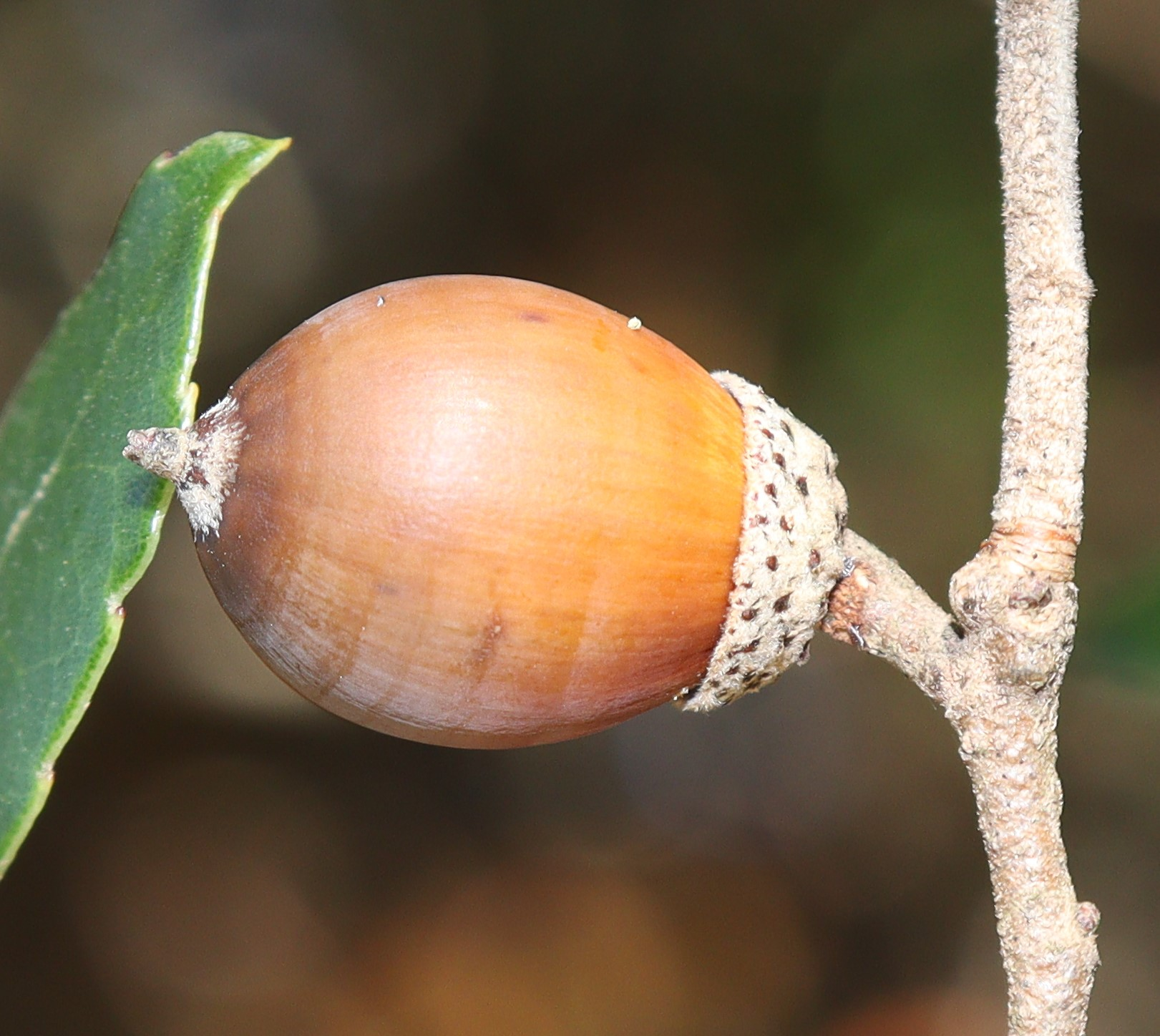
堅果（どんぐり）。殻斗の模様は鱗状
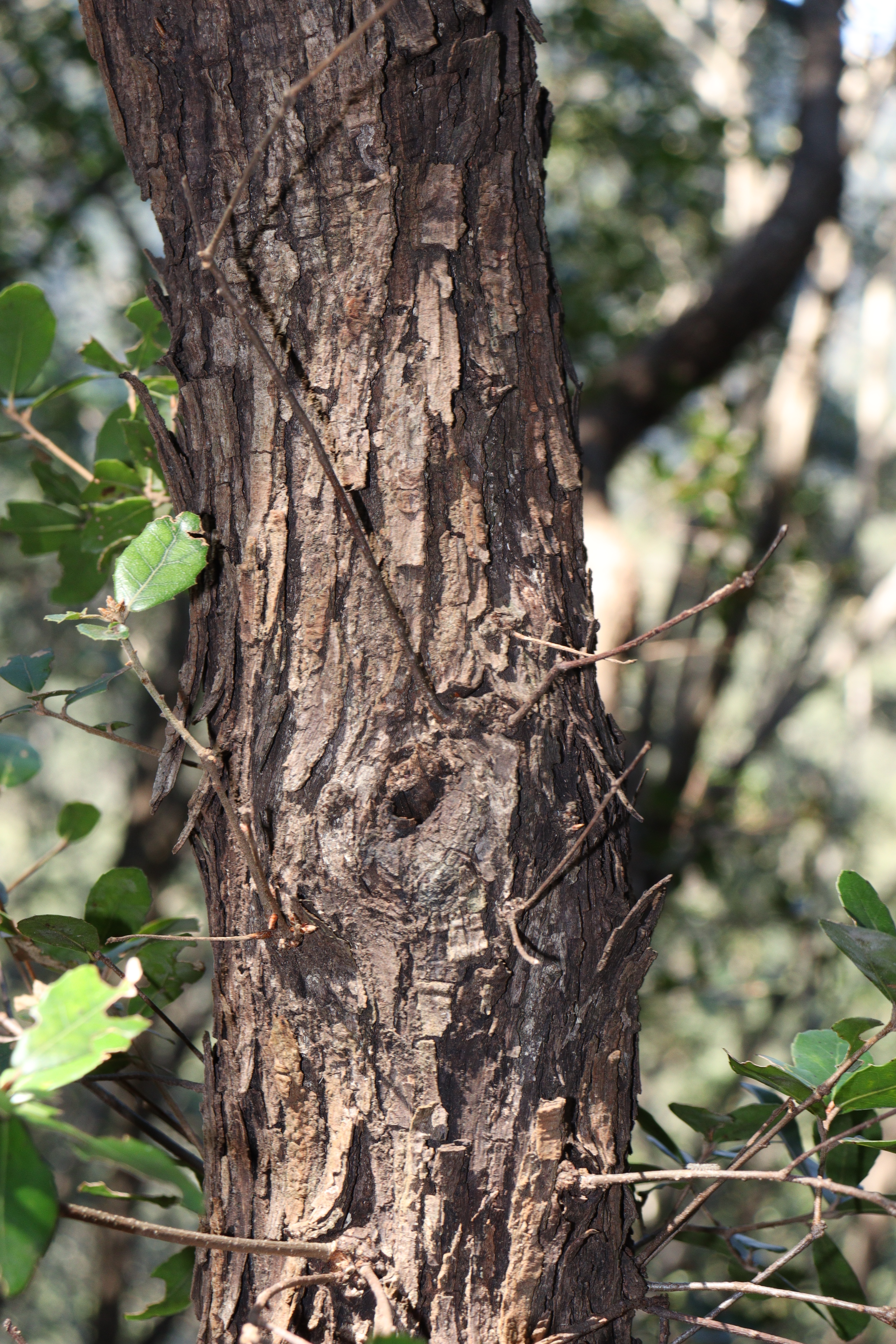
樹皮は褐色。大きくひび割れる

## 生態
他のブナ科樹木と同じく、菌類と樹木の根が共生して菌根を形成している。樹木にとっては菌根を形成することによって菌類が作り出す有機酸や抗生物質による栄養分の吸収促進や病原微生物の駆除等の利点があり、菌類にとっては樹木の光合成で合成された産物の一部を分けてもらうことができるという相利共生の関係があると考えられている。菌類の子実体は人間がキノコとして認識できる大きさに育つものが多く、中には食用にできるものもある。土壌中には菌根から菌糸を通して、同種他個体や他種植物に繋がる広大なネットワークが存在すると考えられている。アカマツ苗木に感染した菌根では全部の部分の成長を促進するのではなく、地下部の成長は促進するが地上部の成長はむしろ抑制するという報告がある。外生菌根性の樹種にスギやニセアカシアの混生や窒素過多の富栄養状態になると菌根に影響を与えるという報告がある。
花は地味なものであり、花粉は風媒（英: anemophily）される。風媒花はシダ植物の胞子散布の様で原始的な花だと思われることもあるが、ブナ科やイネ科は進化の末にこの形質を獲得したとみられている。
種子は重力散布型であるが、動物の影響も大きい。カシのドングリは渋くて食べにくく、実際に有毒である。ツキノワグマやイノシシは唾液中にタンニンを中和する成分を持ち、しかもタンニンが多い種類のドングリを食べる時期だけ中和成分を増加させることが報告されている。一般にブナ科樹木の発芽にはネズミが地中にドングリを埋めるという貯食行動によるものが大きいと見られている。ネズミがドングリをその場で食べるか、貯食するかは周囲の環境の差も大きい。ネズミもタンニンに耐性を持つが、常に耐性を持っているのではなく時期になると徐々に体を馴化させて対応しており、馴化していない状態で食べさせると死亡率が高いという。イノシシが家畜化されたブタは例外として、その他のウシやウマなどではドングリ中毒（英:acorn poisoning）というのも知られている。
新規侵入地へのカシの定着にはネズミが運ぶには長距離の分布地域もあり、カケス（Garrulus glandarius、カラス科）の貯食行動が関与しているのが疑われる地域もある。
菌根の種類、花粉の媒介、種子の散布様式という3つの事象は独立して進化してきたように見えるが、連携して進化してきたのではないかという説が近年提唱されている。外生菌根、風媒花、重力散布（および風散布）はいずれも同種が密集する状況ほど有利になりやすい形質であると考えられている。
ドングリは昆虫の餌にもなっており、種子の死亡率としては動物以外にこちらも大きい。北海道における観察例ではクリシギゾウムシなどのシギゾウムシ類と、ハマキガ類が殆どである。この年の虫害率は全種子の8割、虫害による死亡率は同7割であった。虫害を受けても完全に死ぬわけでなく一部は生存し発芽もするが、実生はやや小さいという。野外ではたいていのドングリは虫害を受けているため、これに対するネズミの反応も調べられている。ヒメネズミでの実験では完食する場合は健全堅果の方を好むが、虫害果も食べないわけではない。巣へ運ぶ個数などは雌雄差が見られた。
ドングリは秋に地上に落ちるとすぐに根を伸ばし、春先には本葉を展開させる。形態節のように地下性の発芽様式をとり、子葉は地中のドングリ内に残る。ネズミは地下に残る子葉目当てに、掘り起こして捕食することがあり、初夏までの死因はこれが多いという。時期、および過度な掘り起しが起きなければ子葉の捕食自体は致命的でない場合もあると見られ、大きい種子を付けることで実生から遠ざけ子葉に誘引する生存戦略なのではという説もある。前述のように虫害でも種子内部が完全には捕食されずに生き残る例が知られている。
種子は落下後すぐに根を伸ばす性質から埋土種子や土壌シードバンクは形成しないと見られている。戦略としては耐陰性の高い実生を地上に大量に用意し、ギャップの形成を待つ陰樹に多いタイプである。耐乾性はあり尾根筋にも定着できるが、条件の良い谷筋で優勢な群落を作ることが多い。これは重力散布になるドングリの影響もある。
アラカシと同じく石灰岩質の土壌に適応する。
ウバメガシはしばしば本種が優占する森林を形成する。いわゆるウバメガシ林は植生区分の上からはスダジイ群団の中に位置するもので、その環境に応じて生じる土地的極相でもある。四国での調査では大きくは二つのパターンがある。一つは比較的樹高が高い（10mくらいまで）もので、高木層にはタブ、スダジイなどが混じり、スダジイ林に性質が近い。亜高木層にタイミンタチバナが多く、林床は暗くて植物が少ない。他方で海岸の岩場に生じるものは樹高がせいぜい3mの灌木林で、トベラ、マルバシャリンバイ、ネズミモチ、マサキ、ハマヒサカキが混じる。林床にはヒトツバ、タマシダ、ツワブキ、コウヤボウキなどが出現する。また、高木にクロマツが入る場合もある。
暖かい地方の海岸部に自然分布し、潮風や乾燥に強い特性を持つ。海沿いの岩場や山地に多く、特に海岸付近の乾燥した斜面に群落を作るのがよく見かけられる。トベラやヒメユズリハとともに、海岸林を構成する代表的な樹木である。
小柄の葉は乾燥への適応とも考えられ、日本における硬葉樹林的な植物であるとの見方もある。ただし、四国では瀬戸内海側でも太平洋側でも見られ、瀬戸内側は降水量が少ないが、太平洋側はむしろ多雨地帯であり、降水量が少ない地域の特徴である硬葉樹林と直接に比較するのは難しい。また艶やかで硬いので、落ち葉になっても分解が遅く、そのぶん保水力がある。
ウバメガシにもカシノナガキクイムシが穿孔し、大経木ほど数が多いというが枯死は確認されていない

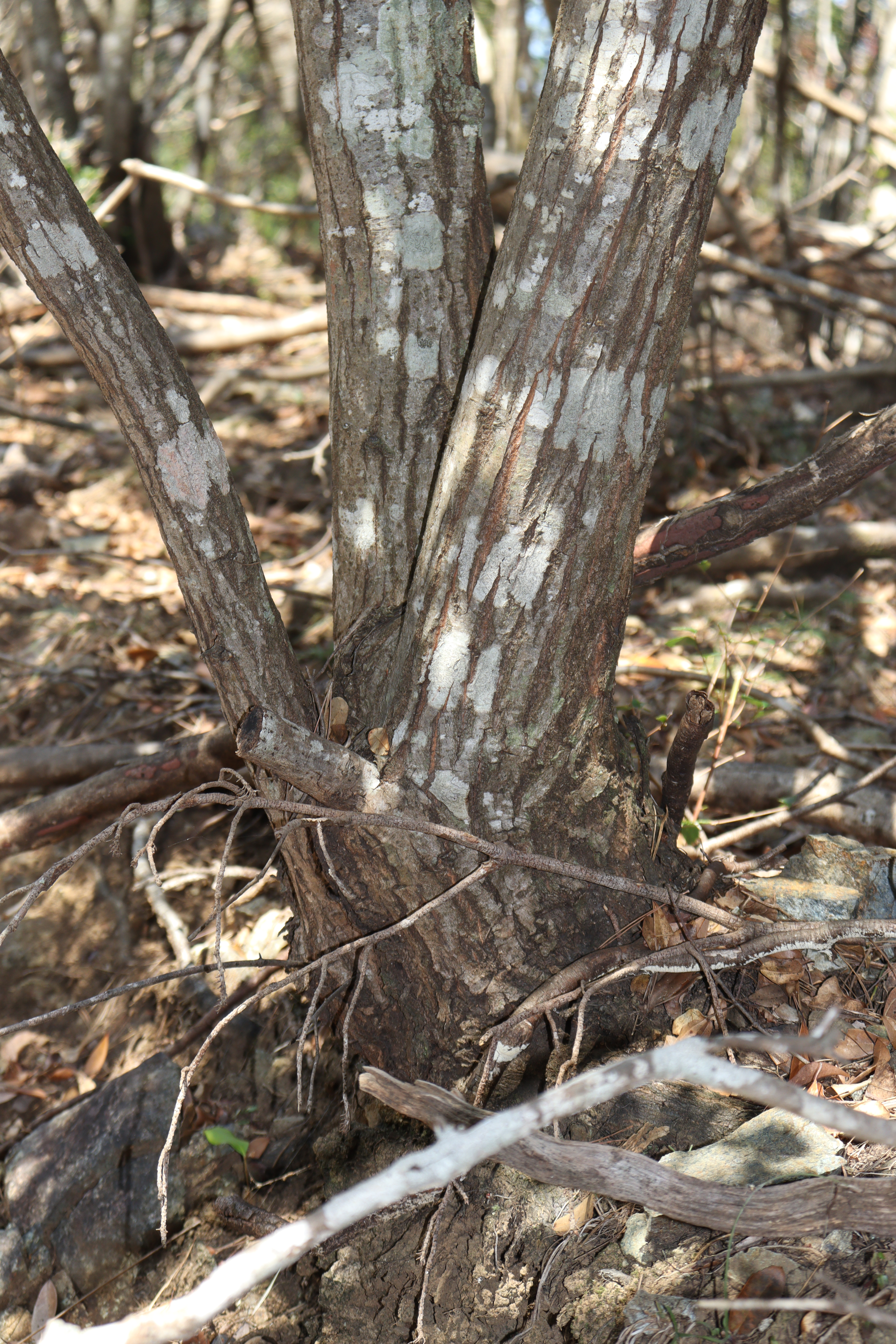
萌芽力が強くしばしば多幹となる
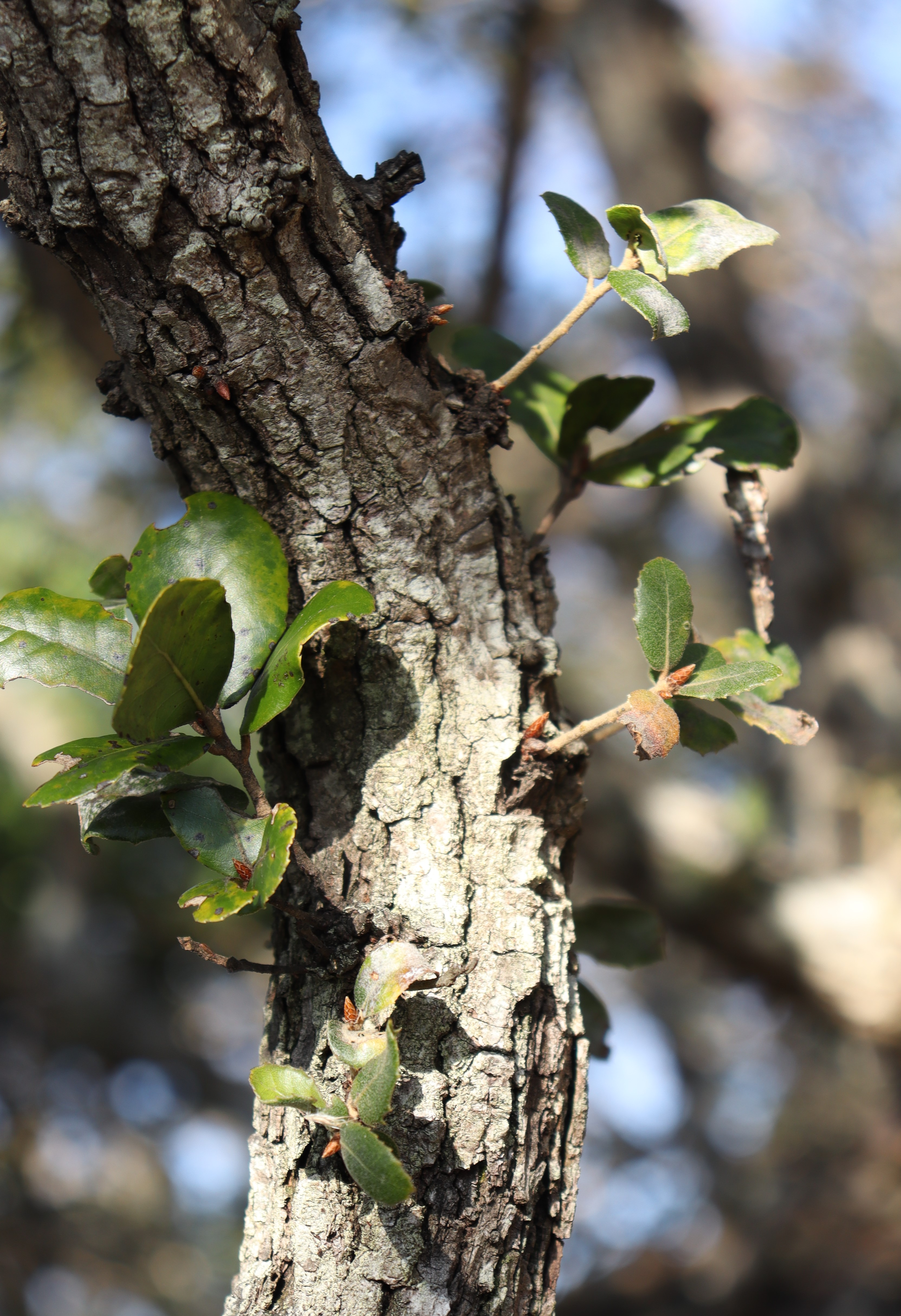
胴ぶきが見られ、萌芽力の高さを示す
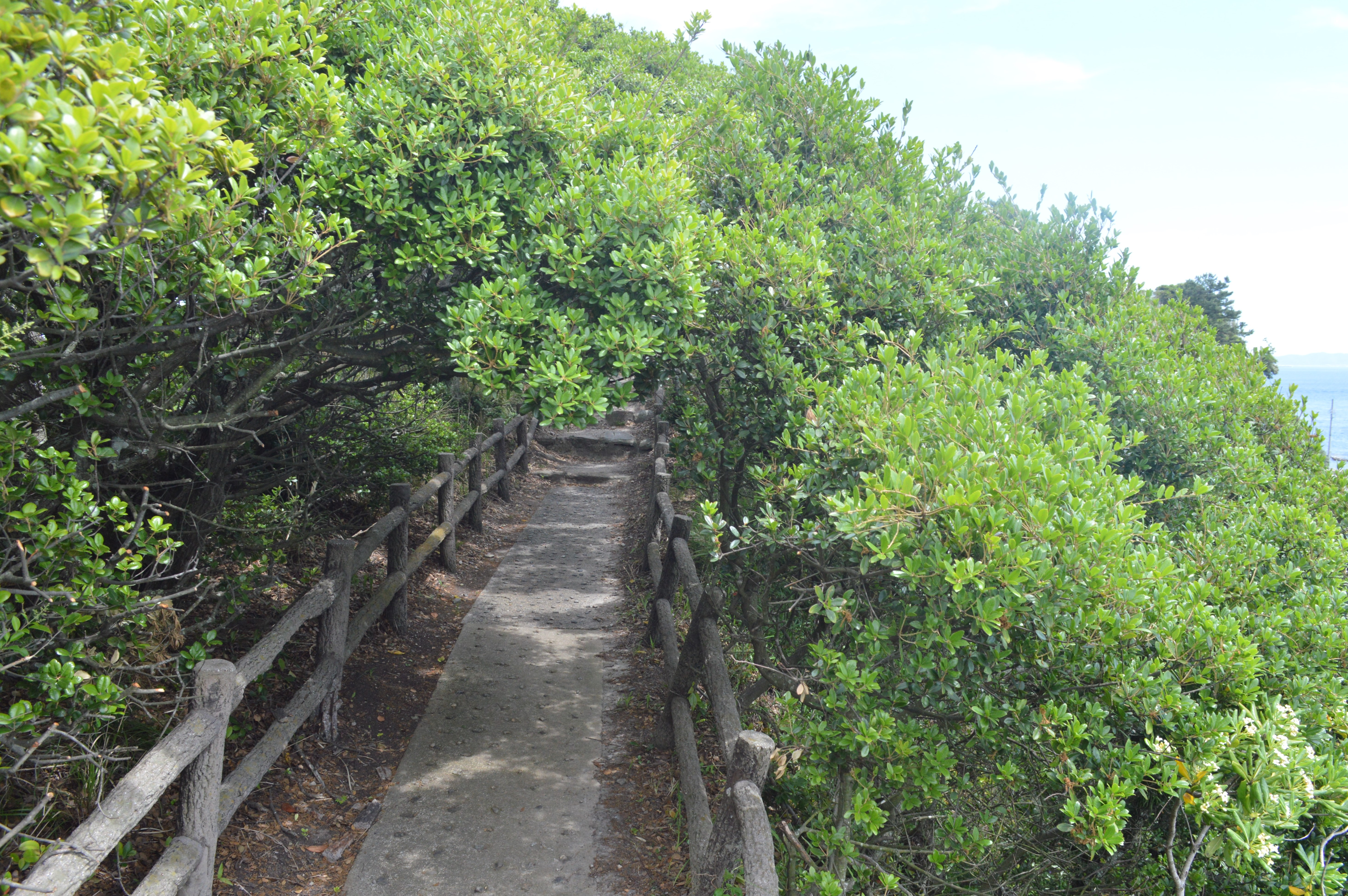
10月のウバメガシ。黄緑色の土用芽が目立つ

### 紀伊半島におけるウバメガシ

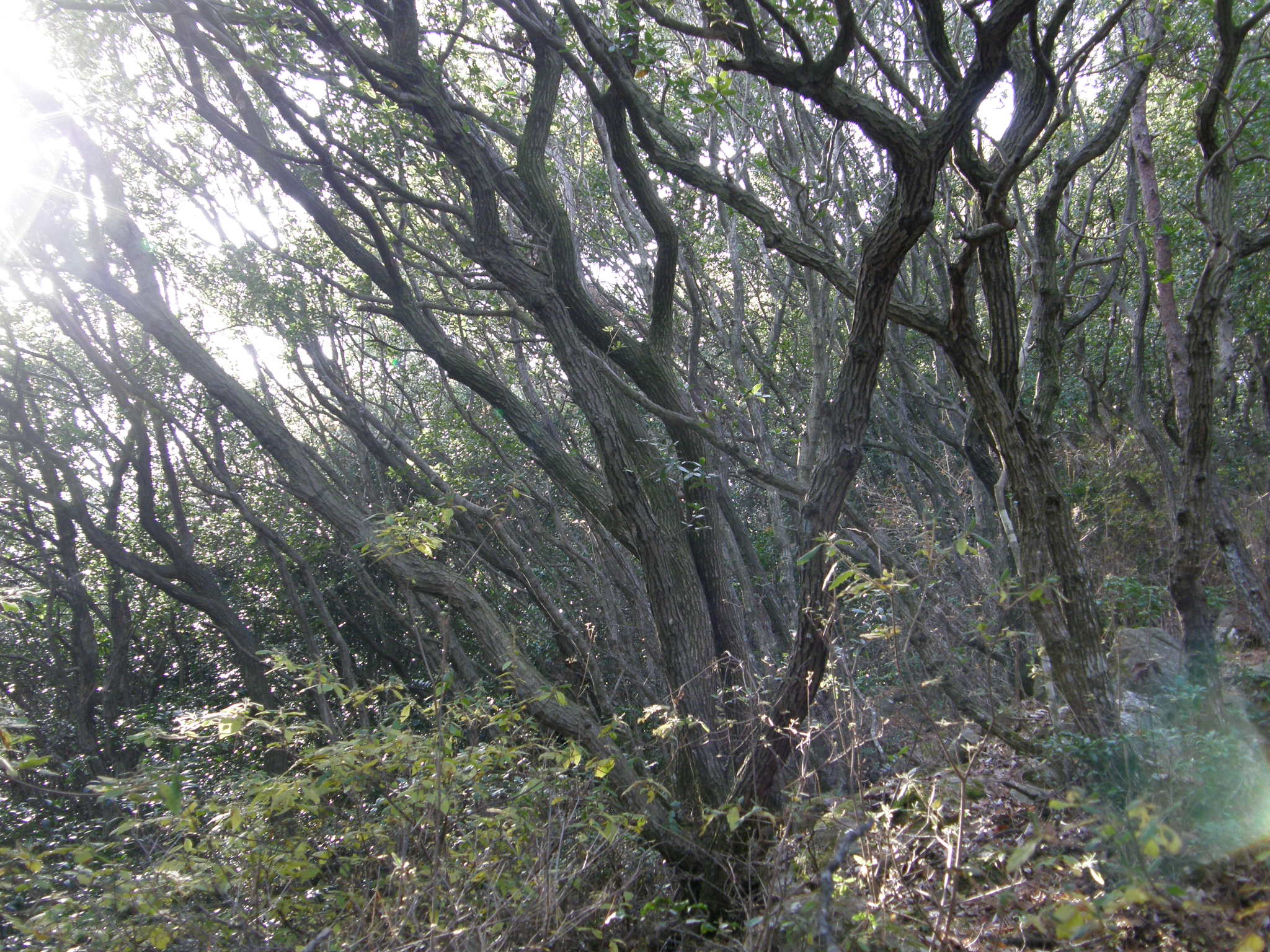
ウバメガシ林（西光寺山）

紀伊半島南部では、内陸部の崖地にウバメガシの優占する森林があり、やや特殊な昆虫相を維持している。代表的なものとしてはウラナミアカシジミの固有亜種ナンキウラナミアカシジミがある。この、内陸部にあるウバメガシ林は、紀伊半島に独特の例外的存在であるかのように言われることがあるが、実際には、西日本各地に内陸のウバメガシ林が点在し、それぞれの地域で「ここは例外である」と言われている。和歌山県大塔山系法師山の山頂にはウバメガシの低木があり、多分最高標高の生育地である。
紀伊半島南部では、あちこちの低山の斜面に、備長炭の用材としてウバメガシが優占するように育成された森林があったが、最近の需要の増加のため、減少が目立つ。かつては細心の注意で維持されたものであった。山にある立ち木の状態で炭焼き師の手に売られた後は、伐採後の樹木の生長に気配りしつつ伐採された。たとえば伐採の後、ひこばえの成長に配慮して、鋸は絶対に使わず、斧のみを使って伐採したとの伝承がある。鋸を使うとひこばえが多数出過ぎて、後の成長が良くないと言われる。切り口を斜めにすることで雨露が溜まらないようにしたり、不要な芽を掻き取ることで質の良い後継木を育てる工夫もなされている。

## 分布
東アジア地域、日本から中国内陸部にかけて分布する。日本では関東地方南部から九州までの太平洋、瀬戸内海沿いに分布する。南西諸島にも分布するが、著しい隔離分布を示し、屋久島、種子島には分布するが、トカラ列島の大半と奄美群島には分布しない。さらに南では伊平屋島と伊是名島だけにまとまった分布が見られる。。その後再び分布が途切れ、次に出現するのは台湾である。中国の南部西部にも広く分布が見られる。沖縄本島は北部の名護市に分布地があるが、極めて局所的であることから植栽の可能性も指摘されている。

## 人間との関係

### 木材
カシの名前は「堅し木」に由来するという説があるほど、本種も硬く重い木材である。気乾比重は平均0.9程度だが、成長の良い良材ほど硬く重くなる。道管の配置による分類は放射孔材と呼ばれるもので、年輪は目立たない。また、辺材と心材の区別は不明瞭である。柾目にはトラのような模様（いわゆる杢）が現れ、これが美しいと評価されることが多い。杢は「虎斑」、「虎斑杢」、また見る角度によっては光の反射具合が異なり銀色に見えることから「銀杢」とも呼ばれる。また、板目面にはカシメ（樫目）と呼ばれるゴマ上の模様が見られる。これは放射組織が目立つためである。乾燥は難しく反りやすい 。
萌芽能力が高く、定期的に何度も収穫可能であることから、燃料用としては非常に優れている。また、人里近くに生えること、硬く重い木材で火持ちが良いということも、薪や木炭として非常に優秀である。焼き方によって黒炭、白炭のどちらにも加工できるが、通常は白炭に加工される。

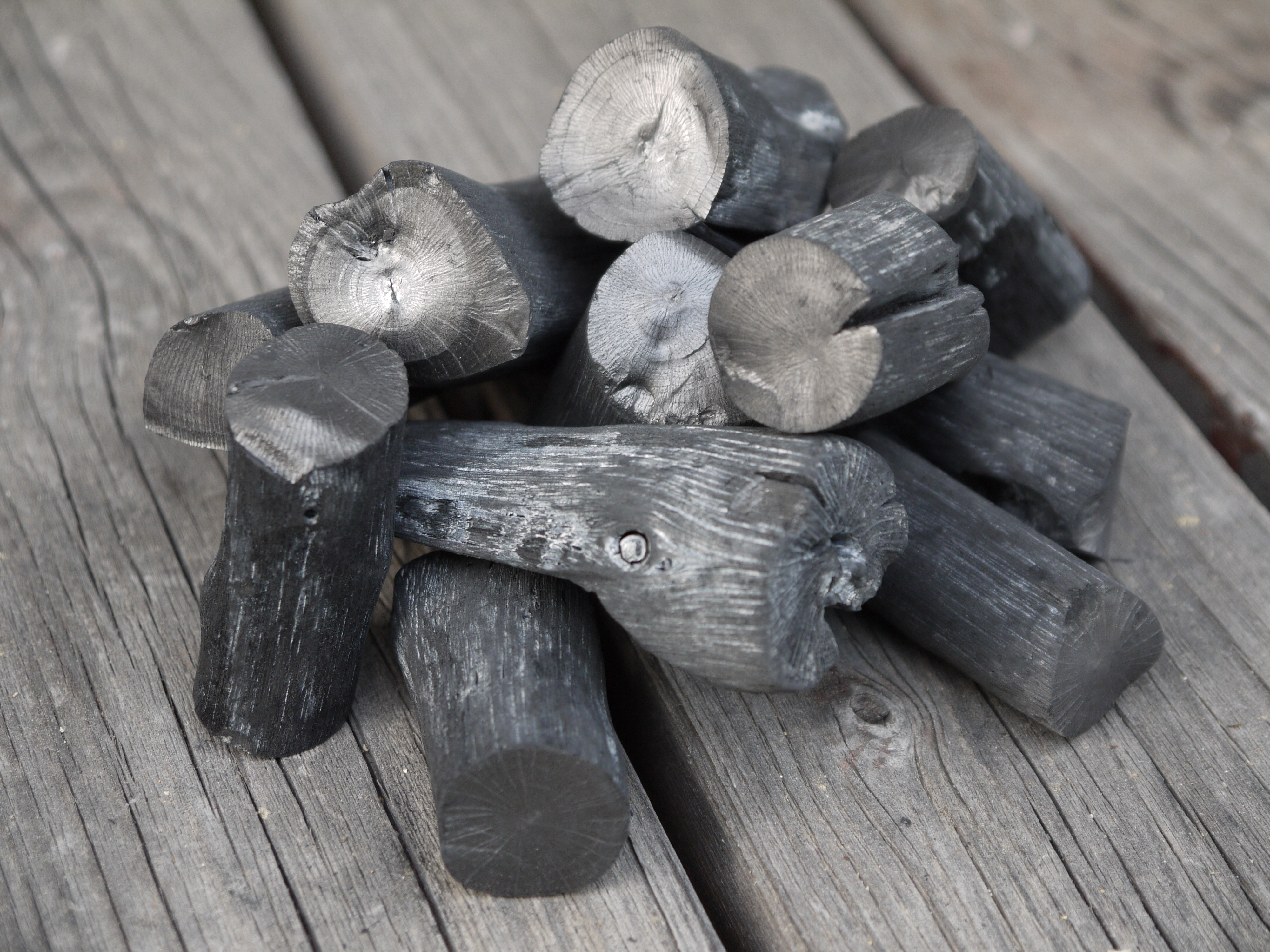
備長炭

### 防災・風致
乾燥と潮風によく耐えることから防風や防潮の保安林として使われる。強度の剪定に耐えることから、街路樹や生垣としても利用されている。よく見られるのは低木で、大木や古木は珍しい。葉がやや細くて葉脈が凹んだものをチリメンガシといって、園芸や盆栽に利用される。これら園芸用の採取により個体数が減少している。

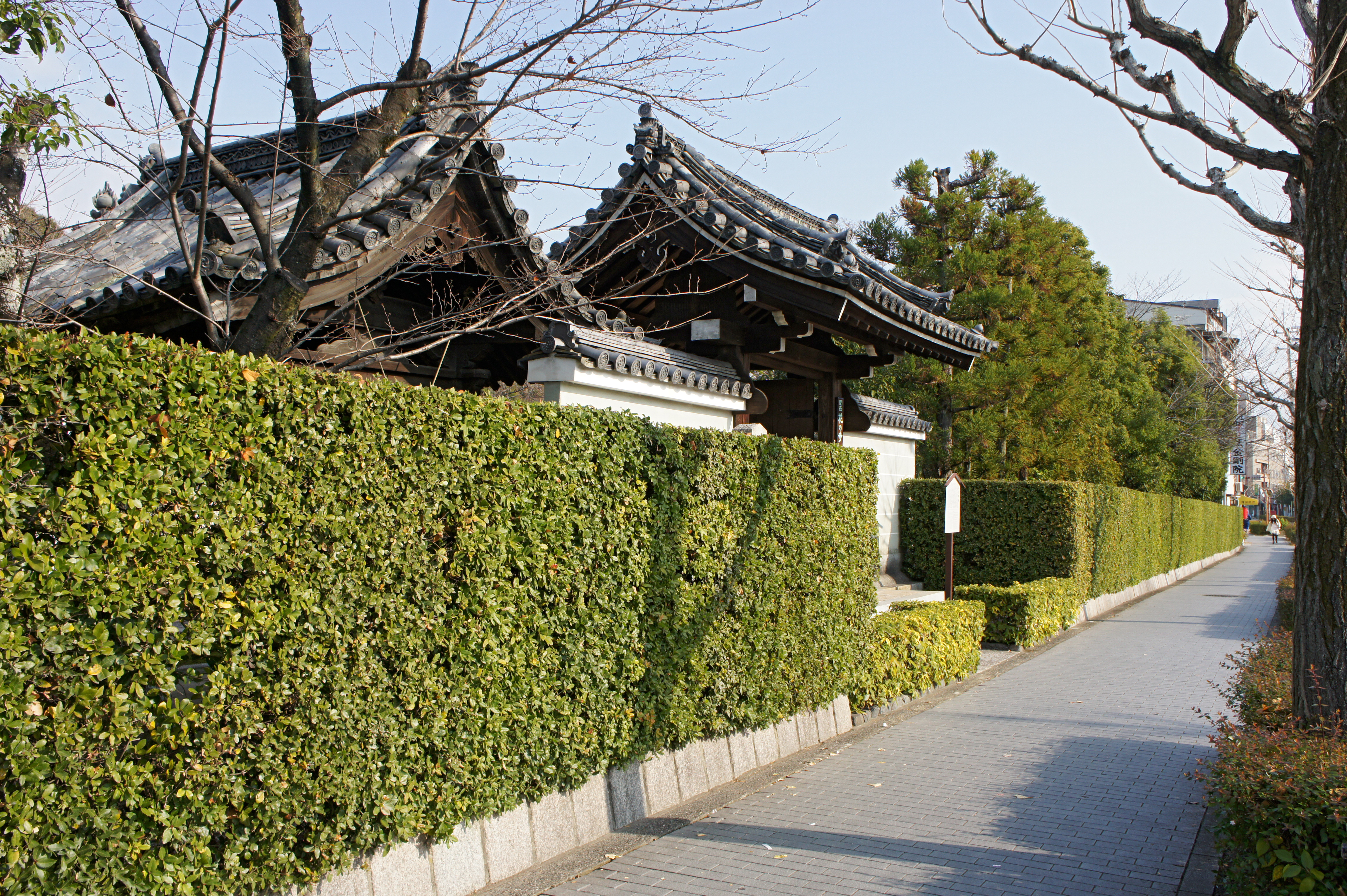
ウバメガシの生垣

### レッドリスト
生育地である下記の地方公共団体が作成したレッドデータブックに掲載されている。
- 千葉県：C 要保護生物
- 神奈川県：絶滅危惧IA類
- 京都府：要注目種
- 宮崎県：準絶滅危惧
- 沖縄県：絶滅危惧II類

### 天然記念物
国指定
- 皇子神社の社叢 - 香川県小豆郡小豆島町神浦
- 羽豆神社の社叢 - 愛知県知多郡南知多町師崎明神山2番外
- 伊平屋島のウバメガシ群落 - 沖縄県島尻郡伊平屋村

都道府県指定
- 沖縄県 : アカラ御嶽のウバメガシ及びリュウキュウマツ等の植物群落 - 沖縄県島尻郡伊是名村字伊是名196-26
- 広島県 : 艮神社のウバメガシ - 広島県尾道市山波町1008-1
- 愛媛県 : ウバメガシ - 愛媛県西宇和郡伊方町三机乙803須賀公園内
- 大分県 : 姥目のウバメガシ - 大分県津久見市中央町2
- 和歌山県 : 御崎神社のウバメガシ - 和歌山県日高郡美浜町和田1778-1
- 静岡県 : 子浦のウバメガシ群落 - 静岡県賀茂郡南伊豆町子浦字高見場
- 長崎県 : 五島青方のウバメガシ - 長崎県南松浦郡上五島町青方郷
- 香川県 : 権現之鼻の森 - 香川県小豆郡小豆島町田浦
- 徳島県 : 蛇王のウバメガシ樹林 - 徳島県海部郡海陽町浅川字ヒムロ谷
- 香川県 : 浄源坊のウバメガシ - 香川県小豆郡土庄町淵崎甲 浄源坊境内
- 広島県 : 忠海のウバメガシ樹叢 - 広島県竹原市忠海床浦1-12-27 床浦神社境内
- 広島県 : 垂水天満宮のウバメガシ群落 - 広島県尾道市瀬戸田町 垂水天満宮境内
- 和歌山県 : 龍神宮の神木 - 和歌山県田辺市上秋津
- 愛媛県 : 舟形ウバメガシ - 愛媛県越智郡上島町岩城3019
- 広島県 : 山波艮神社のウバメガシ - 広島県尾道市山波1008-1 艮神社境内

市町村指定
- 呉市 : 磯神社のウバメガシ群落 - 広島県呉市仁方町戸田 磯神社境内
- 尾道市 : ウバメガシ
- 愛南町 : ウバメガシ林相 - 愛媛県南宇和郡愛南町
- 津久見市 : 姥目公園のウバメガシ - 大分県津久見市中央町7番
- 名護市 : 許田のウバメガシ - 沖縄県名護市許田122
- 宇和島市 : 石応堂崎のウバメガシ樹叢 - 愛媛県宇和島市石応堂崎 観音寺境内
- 岬町 : 小島住吉神社のウバメガシ社叢 - 大阪府泉南郡岬町多奈川小島 住吉神社境内
- 尾道市 : 五柱神社のウバメガシ - 広島県尾道市因島三庄町
- 西脇市 : 西光寺山のウバメガシ群落 - 兵庫県西脇市中畑町西光寺山
- 岡山市 : 水門町のウバメガシ - 岡山県岡山市東区水門町924
- 津久見市 : 千怒新地のウバメガシ - 大分県津久見市大字千怒字新地6239番地
- 土佐清水市 : 立石のウバメガシ - 高知県土佐清水市立石
- 小豆島町 : 西村高木明神社の社叢 - 香川県小豆郡小豆島町西村 高木明神社境内
- 小豆島町 : 西山稲荷神社の社叢 - 香川県小豆郡小豆島町坂手 西山稲荷神社境内

## 分類学上の位置づけ
コナラ属内の分類は従来形態的特徴に基づき、殻斗の模様が鱗状のものをコナラ亜属（Subgen. Quercus）、環状のものをアカガシ亜属（Subgen. Cyclobalanopsis）と分けられてきた。本種は殻斗の模様が鱗状であり、「カシ」と付くもののコナラやミズナラに近いものとして扱われることが多かった。近年、遺伝子的な系統に基づく他の分類が幾つか提唱されている。総説にDenk et al.（2017）がある。
Denk (2017)では節単位まで細分化されており、ウバメガシはCerris 亜属（和名未定、Subgen. Cerris）のIlex節（Sect. Ilex、セイヨウヒイラギガシ節）に入れられている。他の節で最も近いのはクヌギ・アベマキが属する同亜属のCerris節であり、次にシラカシなどのカシ類が入る同亜属の Cyclobalanopsis節となっている。逆に従来近いとされてきたコナラ・ミズナラは亜属単位で異なり、カシ類より縁遠い関係であることが判明した。
葉緑体DNAの解析からウバメガシに最も近い種は中国中南部から西部に分布する Quercus acrodonta （和名未定、中国名：岩栎）である。
ウバメガシには以下のような品種も知られる。
チリメンガシ Quercus phillyraeoides f. crispa 別名ビワバガシ
フクレウバメ Quercus phillyraeoides f. subcrispa
ケウバメガシ Quercus phillyraeoides f. wrightii

## 名前
和名ウバメガシの「ウバメ」は、「姥芽」の意味で、芽出しの色が新緑ではなくて茶褐色であるということに由来する。漢字で「馬目」とも書かれるが、これは当て字だと言われている。一説には、若い芽にタンニンが含まれていて、昔は女性のお歯黒に使ったことがあるというので、その名がつけられたともいわれる。別名、イマメガシ（今芽樫）、ウマメガシ（馬目樫）、バベ。